# Bukit Geulumpan
Bukit Geulumpan är en kulle i Indonesien.   Den ligger i provinsen Aceh, i den västra delen av landet, 1 600 km nordväst om huvudstaden Jakarta. Toppen på Bukit Geulumpan är 8 meter över havet.
Terrängen runt Bukit Geulumpan är platt. Havet är nära Bukit Geulumpan åt nordost. Runt Bukit Geulumpan är det ganska tätbefolkat, med 192 invånare per kvadratkilometer. Trakten runt Bukit Geulumpan består till största delen av jordbruksmark.